# マドリン・ギンズ
マドリン・ギンズ（Madeline Gins、1941年11月7日 - 2014年1月8日）はアメリカ合衆国の美術家、詩人。美術家の荒川修作のパートナーであった。
2014年1月8日、肝臓癌のために死去。